# Estación Chico
La estación Chico es una estación de tren interurbano ubicada en el vecindario del campus sur de Chico (California), Estados Unidos. El edificio de la estación fue construido por Southern Pacific en 1892; fue incluido en el Registro Nacional de Lugares Históricos en 2014. La estación de autobuses Greyhound está ubicada junto a la estación Amtrak.
En 1996, la antorcha Olímpica pasó por la estación Amtrak. Este suceso fue celebrado por miles de personas de la localidad de Chico.
A lo largo de los años, esta estación ha sido mejorada. En ella se encuentra una cafetería, en un vagón de tren reformado.

## Historia
La estación fue construida por Southern Pacific Railroad en 1892, reemplazando una estructura más antigua construida en 1870. La estación se mostró en la película Magic Town de 1947 cuando el personaje de James Stewart llega a la ciudad ficticia de Grandview, también la película Lo que el viento se llevó. La esta estación fue el punto de encuentro de diversas personalidades reconocidas en los Estados Unidos, entre ellas, Harry S. Truman, Dwight D. Eisenhower, John F. Kennedy y Richard Nixon.
El servicio ferroviario de pasajeros a Chico cesó en 1957, pero se reactivó cuando Amtrak desvió el Coast Starlight a su alineación actual en 1982. La ciudad y la Cámara de Comercio salvaron la estructura actual de la demolición a través de un acuerdo con Southern Pacific Railroad en 1987. Ese mismo año, el depósito se incluyó en el Registro Nacional de Lugares Históricos como el Depósito del Pacífico Sur. El edificio también alberga el Centro de Arte Chico.
La estación recibió algunas mejoras como la instalación de una plataforma de abordaje e iluminación de aproximadamente 500 pies, también un elevador para sillas de ruedas, mediante la Ley de Recuperación y Reinversión Estadounidense de 2009. Todo este fue parte del plan denominado Mobility First, que está amparado por la Ley para Estadounidenses con Discapacidades.